# Chanka-Quechua
Chanka-Ketschua oder Ayacucho-Quechua (Quechua: Chanka qichwa, Chanka Runasimi, Ayakuchu Runasimi, spanisch Quechua Ayacuchano) ist eine Varietät des Quechua, die in den peruanischen Departamentos Ayacucho, Huancavelica und Teilen von Apurímac, dem historischen Siedlungsgebiet des Volks der Chanka, gesprochen wird und mit etwa einer Million Sprecher eine der meist gesprochenen Varietäten ist. Sie ist den Mundarten von Cuzco und Bolivien (Qusqu-Qullaw) so ähnlich, dass eine Verständigung recht gut möglich ist und ein gemeinsamer schriftsprachlicher Standard (Südliches Quechua) entwickelt wurde.

## Merkmale
Im Gegensatz zum Quechua Qusqu-Qullaw weist Chanka-Quechua nur einfache und keine ejektiven und aspirierten Plosive (p, t, ch, k, q) auf, hat aber andererseits ursprüngliche Aussprachemerkmale bewahrt, insbesondere die Aussprache der Plosive am Silbenende. Wie beim Qusqu-Qullaw ist das ursprüngliche sh [ʃ] mit s [s] zusammengefallen, das retroflexe ch [ʈ͡ʂ] mit ch [t͡ʃ]. Das q wird wie [χ] (deutsches ch in Bach) gesprochen, in Huancavelica ist es ganz mit dem [h] zusammengefallen. In der Schrift (Ausgleichsvariante Südliches Quechua) wird es jedoch stets mit q, [h] dagegen mit h wiedergegeben. Das Chanka hat – neben dem Kichwa in Ecuador – unter den Quechua-Varianten das einfachste Lautsystem und ist deshalb für Europäer relativ leicht zu erlernen.

## Geschichte
In die Region der Chanka ist, ähnlich wie nach Cuzco und Bolivien, das Quechua wahrscheinlich erst relativ spät vorgedrungen, wofür auch die relative Uniformität des Sprachgebiets im Vergleich zu Zentralperu spricht. Das Chanka-Quechua steht lautlich und grammatikalisch der Lengua general der Inkas sowie der Sprache des Huarochirí-Manuskripts besonders nahe, so dass dieses und andere in der frühen Kolonialzeit entstandenen Quechua-Texte (z. B. die Doctrina Christiana) einen Anknüpfungspunkt für neuere Werke auf Chanka-Quechua bilden, so etwa für das in mehreren Ausgaben im 20. Jahrhundert erschienene katholische Gebetbuch samt Katechismus Janacc Pacha Ñan („Himmelsweg“) von Florencio Coronado Romaní (1908–2006).
Ein erheblicher Teil der gesamten Quechua-Literatur ist in der Chanka-Variante entstanden. Mitte des 20. Jahrhunderts erschienen von José Salvador Cavero León (1912–2006) unter anderem die in der Stadt Huamanga/Ayacucho aufgeführten Stücke Yana puyup intuykusqan („Von der schwarzen Wolke bedeckt“, 1938) und Rasuwillkap wawankuna („Die Kinder des [Berges] Rasuwillka“, 1945). Die Schriftsteller José Oregón Morales (* 1949) aus Salkabamba (Provinz Tayacaja, Region Huancavelica) und Porfirio Meneses Lazón (1915–2009) aus Huanta haben in Form eigener Kurzgeschichten, Pablo Landeo Muñoz (* 1959) aus Huancavelica zudem mit seinem Roman Aqupampa (2016) auch zur originären Prosa in dieser Quechua-Variante beigetragen. Unter den Lyrikern sind unter anderen Hugo Carrillo Cavero (* 1956) aus der Region Apurímac und Dida Aguirre García (* 1953) aus der Region Huancavelica zu nennen. Als Vorbild für einen eigenen Stil des Quechua-Liedes, des „Erinnerungsliedes“, das seinen Ursprung im Bewaffneten Konflikt in Peru mit zehntausenden Todesopfern in der Quechua-Bevölkerung hat, gilt das unter anderen auch von Manuelcha Prado interpretierte Ofrenda (1981) von Carlos Falconí Aramburú (1937–2022). Der evangelische Quechua-Pastor Florencio Segura Gutiérrez (1912–2000) wiederum schrieb von 1943 bis 1996 mehrere hundert Kirchenlieder auf Chanka-Quechua (Gesangbuch Diospa Siminmanta Takikuna), weitaus mehr als in derselben Zeit an spanischsprachigen christlichen Liedern in Peru erschien.
1975 wurde Chanka-Quechua als eine von sechs Varianten von der Regierung unter Juan Velasco Alvarado anerkannt, so dass 1976 das Bildungsministerium Perus ein Wörterbuch und eine Grammatik von Clodoaldo Soto Ruiz herausgab. Chanka-Quechua gehörte auch zu den ersten Varianten, die in der interkulturellen zweisprachigen Erziehung (IZE) verwendet wurden.
1987 erschien unter dem Titel Chuya Qellqa (Heilige Schrift) die erste vollständige Quechua-Bibelübersetzung in Peru auf Chanka-Quechua, an der maßgeblich der protestantische Quechua-Pastor Rómulo Sauñe Quicaña mitgewirkt hatte. Eine Revision erschien 2012. Der katholische Priester Florencio Coronado Romaní fertigte für die katholische Diözese in Huancavelica eine eigene Übersetzung an (erschienen 2002). Die Zeugen Jehovas gaben 2016 eine Neue-Welt-Übersetzung des Neuen Testaments ins Chanka-Quechua heraus und betreiben zudem eine Sprachversion ihrer Website auf Chanka-Quechua.

## Heutige soziolinguistische Situation
Der bewaffnete Konflikt in Peru in den 1980er und 1990er Jahren begann in der Region Ayacucho und forderte unter den Sprechern des Chanka-Quechua besonders viele Todesopfer. Viele Menschen flohen nach Lima und gaben dort ihre Muttersprache Quechua nicht mehr an die Kinder weiter. Dies gilt mindestens zum Teil auch für das urbane Umfeld in Huamanga/Ayacucho. Dennoch gilt das Chanka-Quechua als eine der vitalsten Varianten des Quechua und weist noch ein recht zusammenhängendes Sprachgebiet auf. Besonders in den Städten dominiert Zweisprachigkeit mit Spanisch – ein häufig vorkommender Übergang zur spanischen Einsprachigkeit –, doch es gibt Hinweise, dass sich selbst in der Departementshauptstadt Huamanga das Quechua neben dem Spanischen bei der jungen Generation hält – anders als etwa in der Stadt Cusco. Bei der Förderung einer positiven Quechua-Identität als Voraussetzung für eine zukünftige Weitergabe der Sprache scheinen in der Stadt Ayacucho die von Frauen (unter ihnen Tarcila Rivera Zea) gegründete Organisation Chirapaq („Regenbogen“ oder auch „Regen von Sternschnuppen“) und die mit ihr verbundene Jugendorganisation Ñuqanchik („Wir“) eine Schlüsselrolle zu spielen. Jugendliche im Umfeld dieser Gruppe äußerten 2014 den Willen, das Quechua an ihre Nachkommen weiterzugeben; andere, die kein Quechua von den Eltern gelernt hatten, eigneten sich dies später an. Bei vielen Menschen aus anderen Zusammenhängen sahen sie aber diesen Willen nicht. Ayacucho und Apurimac sind 2013 – mit der Implementierung des Sprachengesetzes (Ley 29735) – mit jeweils 70 % der Schulen die beiden Departamentos in Peru, in denen der höchste Anteil an Schulen – Primar- wie auch Sekundarschulen – mit interkultureller zweisprachiger Erziehung erreicht wird. Dies bedeutet allerdings, dass hier immer noch 30 % (in Huancavelica über 60 %) der Schulen einsprachig spanisch sind. In Ayacucho verwenden 2280 Schulen Quechua als Erst- und 337 als Zweitsprache, in Huancavelica 1243 Schulen Quechua als Erst- und 96 als Zweitsprache, in Apurimac – wo aber sowohl Qusqu-Qullaw als auch Chanka verwendet werden – 1835 Schulen Quechua als Erst- und 143 als Zweitsprache. Auch 29 Schulen in der Provinz Satipo in Junín verwenden Chanka-Quechua als Unterrichtssprache (Erstsprache). Während generell also die meisten Schulen Chanka-Quechua als Erst- und Spanisch als Zweitsprache der Schüler verwenden, überwiegen in der Stadt Ayacucho (Distrikt) die Schulen mit Quechua als Zweitsprache (110 gegenüber 22 mit Quechua als Erstsprache). Dies spiegelt die Sprachverhältnisse im urbanen Zentrum (Muttersprache Spanisch) wider.
Nach Einschätzung des Pariser Linguisten César Itier 2016 war die massive Migration in Folge des bewaffneten Konflikts aus der Region Ayacucho nach Lima auf Grund der besseren Publikationsmöglichkeiten in der Hauptstadt wahrscheinlich ein wichtiger Grund dafür, dass die meisten literarischen Quechua-Texte in den letzten 30 Jahren eben gerade auf Chanka-Quechua und dabei oft genau zu diesem Thema entstanden seien.

### Übersetzungen ins Chanka-Quechua
- Yupaychasqa Ley N° 29735 (Ley de Lenguas), Quechua, variedad Chanka, edición bilingüe.
- Chuya Qellqa: Ñawpaq Testamento Mosoq Testamentopas. Sociedades Bíblicas Unidas, 1987 (PDF, 26 MB. Alternativ: Ausgabe 1987 auf Bible.is, Ausgabe 2012 auf Bible.com).

### Offizielle Unterrichtsmaterialien
- Sumaq kawsay – Kuskanchik yachasunchik (Lesen, Schreiben). Band 1, 2, 3, 4, 5, 6.
- Yupana – Kuskanchik yachasunchik (Rechnen). Band 1, 2.